# Vokalfarbenleiter
Eine Vokalfarbenleiter ist ein rhetorisches Stilmittel, bei dem alle Vokale der deutschen Sprache systematisch eingesetzt werden, meist in der Reihenfolge a e i o u. Damit sollen Stimmungen ausgedrückt werden. In der Literatur tauchen auch Begriffe wie Vokalfächer, Vokalspiel auf.
Das „Sommergedicht“ von Walther von der Vogelweide ist ein frühes Beispiel das etwa 1210 entstanden sein soll. Sein Schüler Ulrich von Singenberg (1209–1228), sowie Rudolf der Schreiber (1220–1254) seien seinem Beispiel gefolgt. Spätere Beispiele finden sich in einem Gedichtzyklus von Seifried Helbling, in den Carmina Burana und auch in Französischen und Spanischen Texten des Mittelalters. Aus der Neuzeit ist ein Text von Friedrich von Logau mit einer Vokalfarbenleiter bekannt und auch das Ehgeheimnis der Diphthonge von Clemens Brentano verwendet dieses Stilmittel, ebenso Gottfried Kellers Abendlied.
Auch aus Volksliedern und Scherzgedichten sind Vokalleitern bekannt.
August Wilhelm von Schlegel ordnete in seinen „Betrachtungen über die Metrik“ jedem Vokal eine Farbe zu.
| Vokal | Farbe              |
| Ä     | gelb               |
| A     | rot oder lichthell |
| Ö     | bräunlich          |
| E     | grau               |
| O     | purpurn            |
| I     | himmelblau         |
| Ü     | violett            |
| U     | dunkelblau         |
| ----- | ------------------ |

Er bemerkt aber: „Man könne auch dem A die weiße und U die schwarze Farbe geben“. Dem E ordnet er zwischen diesen beiden Vokalen stehend die Farbe Grau zu.
Jacob Grimm hat in der dritten Ausgabe seiner deutschen Grammatik ebenso eine Vokalfarbenleiter abgedruckt, wobei sich nicht feststellen lasse, ob er die Fassung Schlegels gekannt habe. Abgesehen vom Gegensatz zwischen A und U listet Grimm die Farben jedoch anders als Schlegel:
| Vokal | Farbe      |
| A     | weiß       |
| I     | roth       |
| U     | schwarz    |
| E     | gelb       |
| O     | blau       |
| ei    | orange     |
| iu    | violett    |
| ái    | rosa       |
| áu    | himmelblau |
| ----- | ---------- |